# Thomas L. Rosser
Thomas Lafayette Rosser (15. listopada 1836. – 29. ožujka 1910.), američki vojni časnik. Rođen u Virginiji, obitelj mu se preselila u Teksas gdje je i odrastao. Teksaški zastupik u Kongresu Lemuel D. Evans ga je 1856. upisao na vojnu akademiju West Point. No Rosser nije dovršio petogodišnje školovanje jer je napustio akademiju kada se Teksas odcijepio od Unije. Uskoro izbija Američki građanski rat te se Rosser priključuje vojsci Konfederacije. Tijekom rata borio se u mnogim važnim bitkama na istočnom bojištu. Nakon rata je neko vrijeme radio na željeznicama te 1886. kupio plantažu kojoj se u potpunosti posvetio. Kada je 1898. izbio španjolsko-američki rat, predsjednik William McKinley postavio je Rossera za brigadnog generala dobrovoljaca sa zadatkom novačenja novih regruta za vojsku. Iste je godine dobio častan otpust iz vojske te se vratio kući. Umro je u Charlottesvilleu.